# Orfelia salobrensis
Orfelia salobrensis är en tvåvingeart som beskrevs av Edwards 1941. Orfelia salobrensis ingår i släktet Orfelia och familjen platthornsmyggor. Inga underarter finns listade i Catalogue of Life.